# Casa do Deán
La Casa do Deán es un pazo, palacio del siglo XVIII situado en el centro histórico de Santiago de Compostela, Galicia, España. Actualmente alberga la Oficina del Peregrino, departamento de la Archidiócesis de Santiago de Compostela que expide la compostela, documento que acredita que el peregrino recorrió el Camino de Santiago.
El edificio es una de varias obras del arquitecto e ingeniero compostelano Clemente Fernández Sarela, uno de los principales protagonistas del llamado barroco compostelano, que también diseñó, por ejemplo, la Casa del Cabildo o el Palacio de Bendaña. Entre las diversas casas palacio que existen en Compostela, la Casa do Deão es considerada una de las más características del barroco compostelano. Las obras tuvieron lugar entre 1747 y 1753. La fachada presenta una amplia gama de elementos decorativos, desde volutas y pináculos hasta piezas de inspiración jacobea, como la concha de vieira. Para el escritor gallego Otero Pedrayo, el juego de macizos geométricos alrededor del balcón y sobre la puerta es uno de los mejores ejemplos del barroco decorativo. En el interior, el vestíbulo y la escalera también tienen un tono aristocrático, que domina el resto del palacio.La casa debe su nombre a que fue utilizada como casa de huéspedes por los decanos de la catedral . La tradición de la posada se remonta a una de sus propietarias, doña Juana de Ulloa, cuyo nombre está ligado a la historia de la ciudad. Esta noble acogió a visitantes ilustres y con el tiempo, los obispos extranjeros se convirtieron en los invitados favoritos de la casa.